# Perilissus triangularis
Perilissus triangularis är en stekelart som beskrevs av Barron 1992. Perilissus triangularis ingår i släktet Perilissus och familjen brokparasitsteklar. Inga underarter finns listade i Catalogue of Life.